# Sint-Martinuskerk (Leisele)

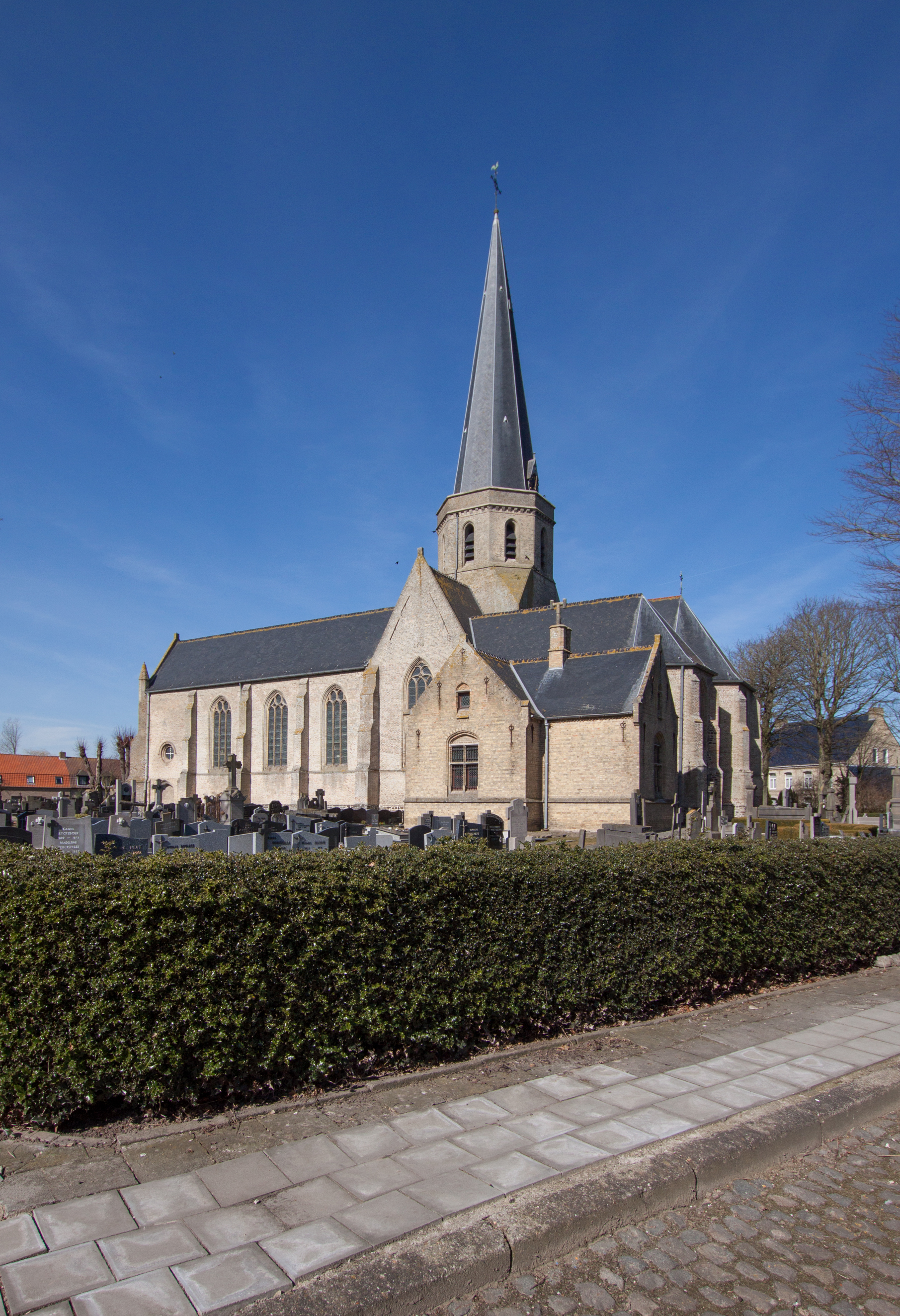
Sint-Martinuskerk

De Sint-Martinuskerk is de parochiekerk van de tot de West-Vlaamse gemeente Alveringem behorende plaats Leisele, gelegen aan Leiseledorp.

## Geschiedenis
De eerste vermelding van een parochie is van 1222, en het patronaatsrecht was in handen van de Abdij van Mont-Saint-Éloi. Van een toen bestaande romaanse kerk, opgetrokken in ijzerzandsteen, zijn nog resten in de centrale westmuur van de huidige kerk aanwezig. Vervolgens werd in het eerste kwart van de 16e eeuw een laatgotische hallenkerk gebouwd. In 1583 woedde er een brand, waarna de kerk herbouwd werd. In 1609 was dit aan het schip, het transept en de vieringtoren gereed. In 1855 werd een traptorentje bijgebouwd.
In 1908 werd de kerk zwaar getroffen door brand om in 1910 weer te zijn hersteld.
Het kerkgebouw wordt omgeven door een kerkhof.

## Gebouw
Het betreft een driebeukige hallenkerk waarvan de centrale westgevel een romaans rondboogportaal bezit. De beide zijbeuken hebben een tuitgevel aan de westzijde. Ook het transept heeft tuitgevels en het jaar 1609 wordt hier getoond. Er is een achthoekige vieringtoren met naaldspits, op een vierkante benedengeleding.

## Interieur
Het interieur wordt overwelfd door houten spitstongewelven. Vanwege de brand van 1908 is het meubilair voornamelijk neogotisch. Van de schilderijen kan de Marteldood van de Heilige Adrianus (18e eeuw) worden genoemd. Uit dezelfde eeuw een Aanbidding der wijzen, die een kopie is van een schilderij van Jacob Jordaens. Een gepolychromeerd houten triomfkruis (18e eeuw) en dito Mariabeeld (18e eeuw) zijn ook in de kerk aanwezig.